# Cycnium filicalyx
Cycnium filicalyx là loài thực vật có hoa thuộc họ Cỏ chổi. Loài này được (E.A.Bruce) O.J.Hansen mô tả khoa học đầu tiên năm 1978.